# Викторија Хислоп
Викторија Хислоп, рођена Хамсон (рођена 8. јуна 1959. у Бромлију, Кент), је британска ауторка.

## Младост
Викторија је рођена у Бромлију у Кенту. Одрасла је и завршила гимназију у Тонбриџу у Кенту. Студирала је енглески на колеџу Сент Хилда, на Оксфордском универзитету. Затим је радила у издаваштву и као новинарка. 

## Приватни живот
Године 1988. удала се за Ијана Хислопа, уредника сатиричног часописа Private Eye. Пар има двоје деце, Емили Хелен (рођена 1990) и Вилијама Дејвида (рођен 1993).
Дуго је живела у Лондону, сада живи у Сасингхурсту у Кенту и неколико месеци годишње проводи на Криту. Од 2013. године је волонтерски амбасадор британске непрофитне асоцијације Лепра (пре 1964. године познате као The British Empire Leprosy Relief Association),која је основана 1924. године и посвећена је пружању медицинске и психолошке подршке оболелима од лепре у Индији, Бангладешу и Зимбабвеу, као и едукацији о овој болести. Хислоп је 17. септембра 2020. године добила почасно грчко држављанство.

## Каријера
Хислопини романи углавном успостављају везу између данашњице и историјских догађаја. Она разуме како да изгради наративни ток који „граби и не пушта“.
Већина њених раније објављених радова даје увид у новију грчку историју. Неколико њених књига преведено је на бројне језике.
- У свом првом роману Острво из 2005. године, млада жена посећује село на Криту како би сазнала више о својој прошлости. Кроз флешбекове, приказана је породична историја и живот на грчком острву Спиналонга са губавцима пре и током Другог светског рата. Историјски преглед у Острву завршава се затварањем колоније губаваца 1957. Овај роман је постао бестселер. 2010. и 2011. године грчки ТВ канал Мега снимио га је под именом То Ниси (Το Νησι) као серију од двадесет шест делова. [5]Серија се сматра једном од најуспешнијих и најскупљих грчких телевизијских продукција. Серија је препродата на четрнаест страних телевизијских канала.
- Повратак говори о младој жени која жели да научи да игра у Гранади. Док је тамо, она сазнаје за шпанску породицу која је била растурена током Шпанског грађанског рата и схвата да је у сродству са том породицом.
- Роман Нит описује судбину становника Солуна од Великог пожара 1917. до после Другог светског рата. Прича о баби и деди главног јунака преплиће  историјско са личним и показује како је током историје престао мирни суживот муслимана, Јевреја и Грка.
- Излазак сунца говори о две породице које су живеле на Кипру 1974. током инвазије турске војске.
- Роман Они који су вољени говори о Гркињи која је сведок немачке окупације Грчке током Другог светског рата, а затим се придружила комунистима у грађанском рату.
- Једна августовска ноћ наставља породичну историју острва.

## Награде и признања
Хислоп је 2007. године добила Британску књижевну награду за роман Острво  а 2020. године почасно грчко држављанство од председнице Грчке Катерине Сакеларопулу, у знак признања што је кроз своје књиге донела аспекте модерне грчке историје широкој међународној читалачкој публици, посебно историју последње европске колоније губаваца, Спиналонга, како је описано у Острву.